# ヘキセン
ヘキセン(Hexene)は、C6H12という分子式を持つアルケンである。"hex"という接頭辞は、分子に6つの炭素原子があることを意味し、"-ene"という接尾辞は、2つの炭素原子が二重結合で結ばれるアルケンであることを意味している。鎖の中の二重結合の配置と幾何により、いくつかの異性体が存在する。工業的に最も良く用いられる異性体は、α-オレフィンである1-ヘキセンである。ヘキセンは、ポリエチレン製造の際の共単量体として用いられる。

## 異性体
| 物質名         | 構造式 | CAS登録番号 | 融点 (°C) | 沸点 (°C) | 密度 (g/cm3)   | 屈折率 (589 nm) |
| -------------- | ------ | ----------- | --------- | --------- | -------------- | --------------- |
| 1-ヘキセン     |        | 592-41-6    | −139.76   | 63.48     | 0.6685 (25 °C) | 1.3852 (25 °C)  |
| (E)-2-ヘキセン |        | 4050-45-7   | −133      | 67.9      | 0.6733 (25 °C) | 1.3936 (20 °C)  |
| (Z)-2-ヘキセン |        | 7688-21-3   | −141.11   | 68.8      | 0.6824 (25 °C) | 1.3979 (20 °C)  |
| (E)-3-ヘキセン |        | 13269-52-8  | −115.4    | 67.1      | 0.6772 (20 °C) | 1.3943 (20 °C)  |
| (Z)-3-ヘキセン |        | 7642-09-3   | −137.8    | 66.4      | 0.6778 (20 °C) | 1.3947 (20 °C)  |

シス–トランス異性体、光学異性体を除き、全13種の異性体が存在する。
- 1-ヘキセン
- 2-ヘキセン (E/Z)
- 3-ヘキセン (E/Z)
- 2-メチル-1-ペンテン
- 3-メチル-1-ペンテン (R/S)
- 4-メチル-1-ペンテン
- 2-メチル-2-ペンテン
- 3-メチル-2-ペンテン (E/Z)
- 4-メチル-2-ペンテン (E/Z)
- 2,3-ジメチル-1-ブテン
- 3,3-ジメチル-1-ブテン
- 2-エチル-1-ブテン
- 2,3-ジメチル-2-ブテン